# AD Scout
AD Scout (còn gọi là Sparrow) là một thiết kế của Harris Booth, đây là một loại máy bay tiêm kích, có nhiệm vụ bảo vệ Anh khỏi các máy bay ném bom Zeppelin trong Chiến tranh thế giới I.

## Quốc gia sử dụng
Anh Quốc
- Cục Không quân Hải quân Hoàng gia

## Tính năng kỹ chiến thuật (AD Scout)
Dữ liệu lấy từ The British Fighter since 1912
Đặc điểm tổng quát
- Tổ lái: 1
- Chiều dài: 22 ft 9 in (6,93 m)
- Sải cánh: 33 ft 5 in (10,18 m)
- Chiều cao: 10 ft 3 in (3,12 m)
- Động cơ: 1 × Gnôme Monosoupape[3], 100 hp (75 kW)

 Hiệu suất bay 
- Vận tốc cực đại: 84 mph [4] (73 knot, 135 km/h)
- Tầm bay: 210 dặm (336 km)

Trang bị vũ khí

- Súng: 1x súng không giật Davis 2-pounder (40 mm)